# 프레셰보

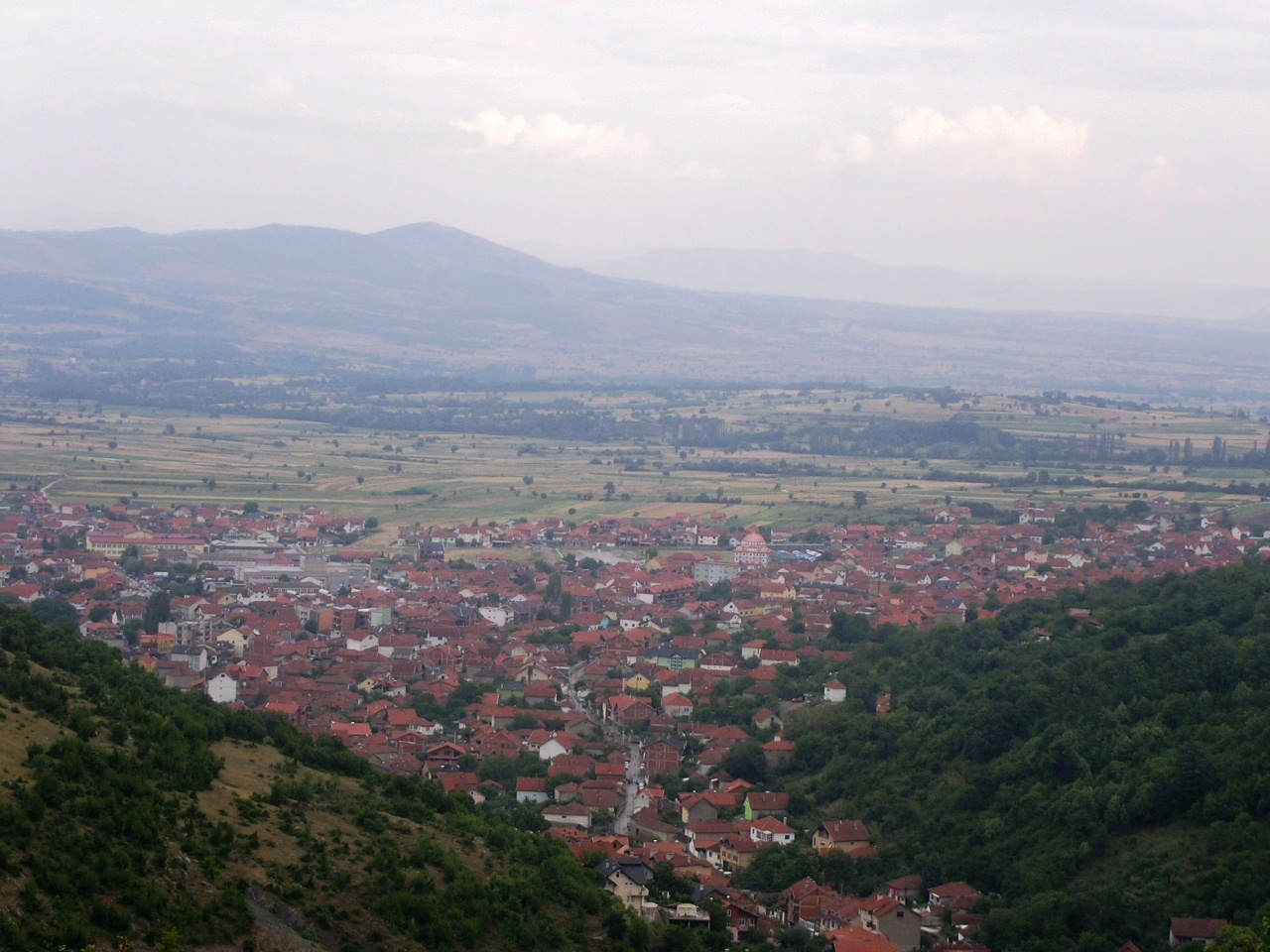
프레셰보

프레셰보(세르비아어: Прешево, Preševo, 알바니아어: Presheva)는 세르비아 남부 프치나 구에 위치한 도시로, 면적은 264km2, 지방 자치체 인구는 34,904명(2002년 기준)이다. 남쪽으로는 마케도니아 공화국, 서쪽으로는 코소보와 경계를 접하며 알바니아인이 다수를 차지한다.

## 인구
| 연도    | 인구   | ±% p.a. |
| ------- | ------ | ------- |
| 1948    | 23,379 | —       |
| 1953    | 24,607 | +1.03%  |
| 1961    | 26,738 | +1.04%  |
| 1971    | 30,056 | +1.18%  |
| 1981    | 33,948 | +1.23%  |
| 1991    | 38,943 | +1.38%  |
| 2002    | 34,904 | −0.99%  |
| 2011[a] | 3,080  | −23.64% |
| 출처:   |        |         |